# Sten Rosenberg
Sten Hugo Rosenberg, född 12 november 1948, död 15 april 2022, var en svensk sportjournalist. Rosenberg kommenterade friidrott och boxning  i Sveriges Television. Friidrott var en idrott han själv utövade i egenskap av maratonlöpare. Vidare gjorde han inslag för Sportnytt, bland annat reportage från IFK Norrköpings och basketklubben Norrköping Dolphins hemmamatcher.